# Líbejte se, s kým je libo
Líbejte se, s kým je libo (v originále Embrassez qui vous voudrez) je koprodukční hraný film z roku 2002, který režíroval Michel Blanc podle stejnojmenného románu Josepha Connollyho z roku 1998. Snímek měl světovou premiéru na Mezinárodním filmovém festivalu v Montrealu 30. srpna 2002.

## Děj
Elizabeth a Bertrand žijí v Paříži. Na první pohled úspěšní manželé však nežijí šťastně. Bertrand je majitelem realitní kanceláře, Elizabeth se nudí v domácnosti a svou pozornost věnuje dospívající dceři Emily, která odlétá na prázdniny do Chicaga. Nicméně rodičům už nesdělí, že neletí s kamarádkou Ninou, ale tajným milencem Kevinem, který pracuje ve firmě jejího otce. Jejich sousedé Véro a Jérôme mají zcela odlišné problémy. Jérôme jako podnikatel zkrachoval, což ale prozatím tají před manželkou a synem Loicem. Obě rodiny odjíždějí na letní dovolenou do Touquetu. Véro se snaží za každou cenu vyrovnat své sousedce Elizabeth, i když tuší, že rodina už nemá peněz nazbyt.

## Obsazení
| Charlotte Rampling | Elizabeth Lannier |
| Jacques Dutronc    | Bertrand Lannier  |
| Carole Bouquet     | Lulu              |
| Michel Blanc       | Jean-Pierre       |
| Karin Viardová     | Véronique         |
| Denis Podalydès    | Jérôme            |
| Clotilde Courau    | Julie             |
| Vincent Elbaz      | Maxime            |
| Lou Doillon        | Emilie            |
| Mélanie Laurentová | Carole            |
| Gaspard Ulliel     | Loic              |
| Sami Bouajila      | Kevin             |
| Matthieu Boujenah  | Romain            |
| Mickaël Dolmen     | Rena/Nanou        |
| Barbara Kelsch     | Pauline           |
| Nicolas Briançon   | psychiatr         |

## Ocenění
- César – výhra v kategorii nejlepší herečka ve vedlejší roli (Karin Viardová), nominace v kategoriích nejlepší herec ve vedlejší roli (Denis Podalydès), nejslibnější herec (Gaspard Ulliel) a nejlepší scénář (Michel Blanc)
- Prix Lumières – nominace v kategorii nejslibnější herec (Gaspard Ulliel)